# Gastropus hyptopus
Gastropus hyptopus is een soort in de taxonomische indeling van de raderdieren (Rotifera). 
Het dier behoort tot het geslacht Gastropus en behoort tot de familie Gastropodidae. De wetenschappelijke naam van de soort werd voor het eerst geldig gepubliceerd in 1838 door Ehrenberg.